# Date (Fukushima)
Date (伊達市 Date-shi?) es una ciudad localizada en la prefectura de Fukushima, Japón. En junio de 2019 tenía una población de 59.599 habitantes y una densidad de población de 225 personas por km². Su área total es de 265,12 km².

## Geografía

### Municipios circundantes
- Prefectura de Fukushima
  - Fukushima
  - Sōma
  - Koori
  - Kunimi
  - Kawamata
  - Iitate
- Prefectura de Miyagi
  - Shiroishi
  - Marumori

## Demografía
Según datos del censo japonés, la población de Date ha disminuido en los últimos años.
| Año del censo | Población |
| ------------- | --------- |
| 1995          | 73.305    |
| 2000          | 71.817    |
| 2005          | 69.289    |
| 2010          | 66.027    |
| 2015          | 62.400    |